# Takashi Kiyama
Takashi Kiyama (木山 隆之, Kiyama Takashi) est un footballeur japonais né le 18 février 1972.